# Michał Heller
Michał Kazimierz Heller (Tarnów, Polonia, 1936) es en la actualidad profesor de filosofía en la Academia Pontificia de Teología de Cracovia y decano de la Facultad de Teología de Tarnów. Desde 1981 es miembro asociado del Observatorio Astronómico Vaticano y desde 1991 pertenece a la Academia Pontificia de las Ciencias.
Nacido en el seno de una familia profundamente creyente, Heller y sus padres tuvieron que soportar la dominación alemana y rusa, siendo deportados a Siberia durante seis años. Después de volver a Polonia, cuando el hijo decidió entrar en el seminario, su padre padeció diversas persecuciones por parte de las autoridades. Sería el padre de Heller, ingeniero eléctrico y mecánico, muy interesado durante toda su vida por las cuestiones teóricas fundamentales, quien inspiraría el amor a la ciencia a su hijo, influyendo decisivamente en su vocación investigadora.
Heller hizo el bachillerato en Mościce, estudió en la Universidad Católica de Lublin y fue ordenado sacerdote en 1959. Es doctor en teología (1959), filosofía (1965) y física (1966) por esta universidad. Desde los años sesenta participó en el grupo de discusión interdisciplinar promovido por el arzobispo de Cracovia Karol Wojtyła. A pesar de la creciente fama de Heller en Polonia y en el extranjero, no se le concedió la posibilidad de salir del país hasta mediados los años setenta, momento en que hubo de recibir la ayuda de su amigo Wojtyła para la financiación de los primeros viajes.

## El origen y causa del universo
A lo largo de su carrera investigadora, Heller ha desarrollado una exploración original sobre el origen y la causa del universo y ha publicado varios libros y cientos de artículos sobre cosmología, filosofía, teología y las relaciones entre ciencia y teología. Ha trabajado en cuestiones como la unificación de la relatividad general y la mecánica cuántica, las teorías de multiversos y los métodos geométricos en física relativista, así como en diversos aspectos de filosofía e historia de la ciencia. Su campo específico de investigación es el problema de la singularidad en cosmología.
No obstante, fueron la continua preocupación por las cuestiones fundamentales y los esfuerzos por ofrecer una perspectiva unitaria de la realidad, conocida por las ciencias y creada por Dios, sus principales valedores para la concesión del premio Templeton en 2008.
Heller siempre se ha mostrado partidario de hacer filosofía en el contexto de la ciencia. Desde sus años de formación inicial se fue convenciendo de que no podía darse una filosofía de la naturaleza separada de las ciencias naturales y de la consideración filosófica del método científico, hasta el punto de considerar que las estructuras de la física matemática revelan la estructura del mundo.

## La importancia de las matemáticas
Según Heller, la importancia de las matemáticas en la ciencia actual es enorme. La física básica resulta ser una física matemática. Es una ciencia de la estructura, de cómo elementos particulares de estructuras idénticas pueden deducirse a partir de otros y cómo las estructuras se relacionan unas con otras por medio de diversos tipos de inferencia. Mediante las matemáticas, podemos penetrar en la estructura interna del universo, que resulta de otro modo inaccesible para el ojo humano.
Así, “la naturaleza resulta modelada con la ayuda de estructuras formales, y la esencia de las estructuras formales (…) es que están compuestas por una completa jerarquía de conexiones esenciales y no esenciales. (…) Se llega a un conocimiento relevante de la naturaleza no pensando en la naturaleza de la existencia sino a través de los modelos matemáticos de lo que puede ser medido”. Por ello, la actual filosofía de la naturaleza debería ser hoy filosofía de la cosmología relativista. A causa de las necesarias extrapolaciones e interpretaciones de las diferentes teorías, la cosmología interpela e implica a la filosofía.
Heller rechaza la dicotomía entre teoría y experiencia, así como el aislamiento metodológico, que enfatiza la desemejanza de las áreas de conocimiento científico, filosófico y teológico, en vez de acentuar su profunda unidad fundamental. Para él, sin perjuicio de la autonomía de cada ciencia, el método científico no es algo monolítico; necesitamos reflexionar continuamente sobre él. Tiene sus límites, pero pueden ser superados con el avance epistemológico. Es en la cosmología actual donde se manifiesta más claramente la inestabilidad de la frontera entre ciencia, filosofía y teología.

## El origen creador
El pensamiento de Heller conduce a la idea tradicional de un Dios trascendente que, por otra parte, es el origen creador, el fundamento del ser, del que surge el espacio-tiempo del mundo creado. En la conferencia de recepción del premio Templeton, explica así su posición: 

Los procesos del universo pueden ser visualizados como una sucesión de estados de modo que el estado precedente es causa del siguiente (…). Hay siempre una ley dinámica que prescribe cómo un estado genera otro. Pero las leyes dinámicas se expresan en la forma de ecuaciones matemáticas; por ello, si nos preguntamos acerca de la causa del universo, deberíamos preguntarnos sobre la causa de las leyes matemáticas. Haciendo eso, volvemos al gran proyecto de Dios pensando el universo, la cuestión sobre la causalidad última (…): ¿Por qué hay algo en vez de nada? Al preguntarnos esta cuestión, no estamos preguntando por una causa como las demás. Nos estamos preguntando por la raíz de todas las posibles causas.

Con su trabajo, el sacerdote polaco ha relanzado la discusión sobre la necesidad de una causa para el universo y sitúa la concepción cristiana tradicional sobre el mismo dentro de un contexto cosmológico más amplio. Es uno de los iniciadores de lo que podemos llamar en la actualidad “teología de la ciencia”. Heller ha manifestado su deseo de dedicar la cuantiosa dotación económica del premio Templeton a la creación del centro “Copérnico”, en unión con la Universidad Jaguelónica y la Academia Pontificia de Teología de Cracovia, para la investigación y la educación en ciencia y teología como disciplina académica propia.